# Dongdu'erji
Dongdu'erji (kinesiska: 东杜尔基, 东杜尔基镇) är en köping i Kina. Den ligger i den autonoma regionen Inre Mongoliet, i den norra delen av landet, omkring 970 kilometer nordost om regionhuvudstaden Hohhot. Antalet invånare är 40061. Befolkningen består av 19 588 kvinnor och 20 473 män. Barn under 15 år utgör 13,0 %, vuxna 15-64 år 79 %, och äldre över 65 år 7,0 %.
Genomsnittlig årsnederbörd är 609 millimeter. Den regnigaste månaden är juli, med i genomsnitt 197 mm nederbörd, och den torraste är januari, med 4 mm nederbörd.